# Weingut Rappenhof

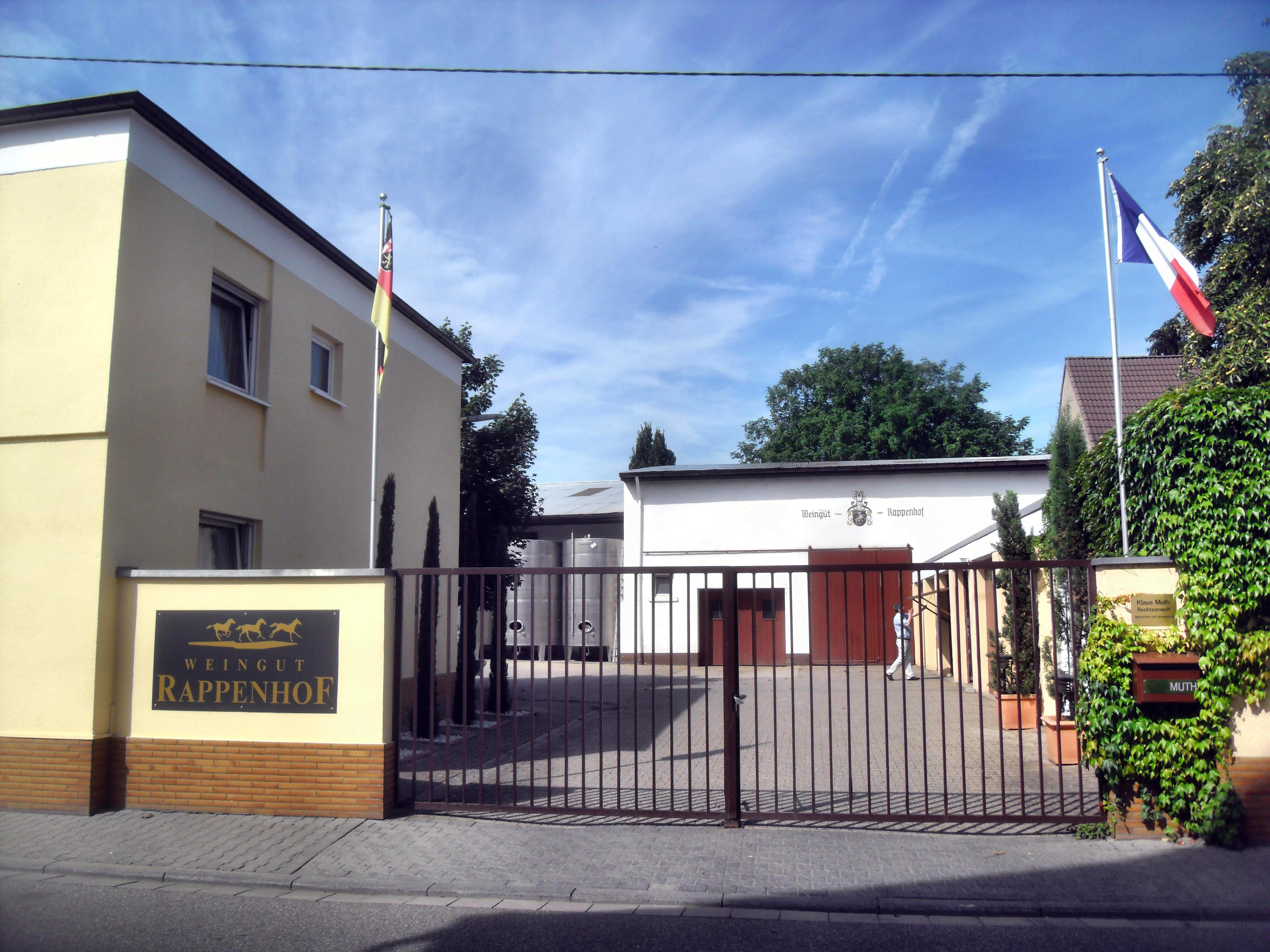
Haupteinfahrt des Weingutes Rappenhof in der Bachstraße

Das Weingut Rappenhof in Alsheim im Wonnegau ist ein Weingut im deutschen  Weinbaugebiet Rheinhessen.

## Geschichte

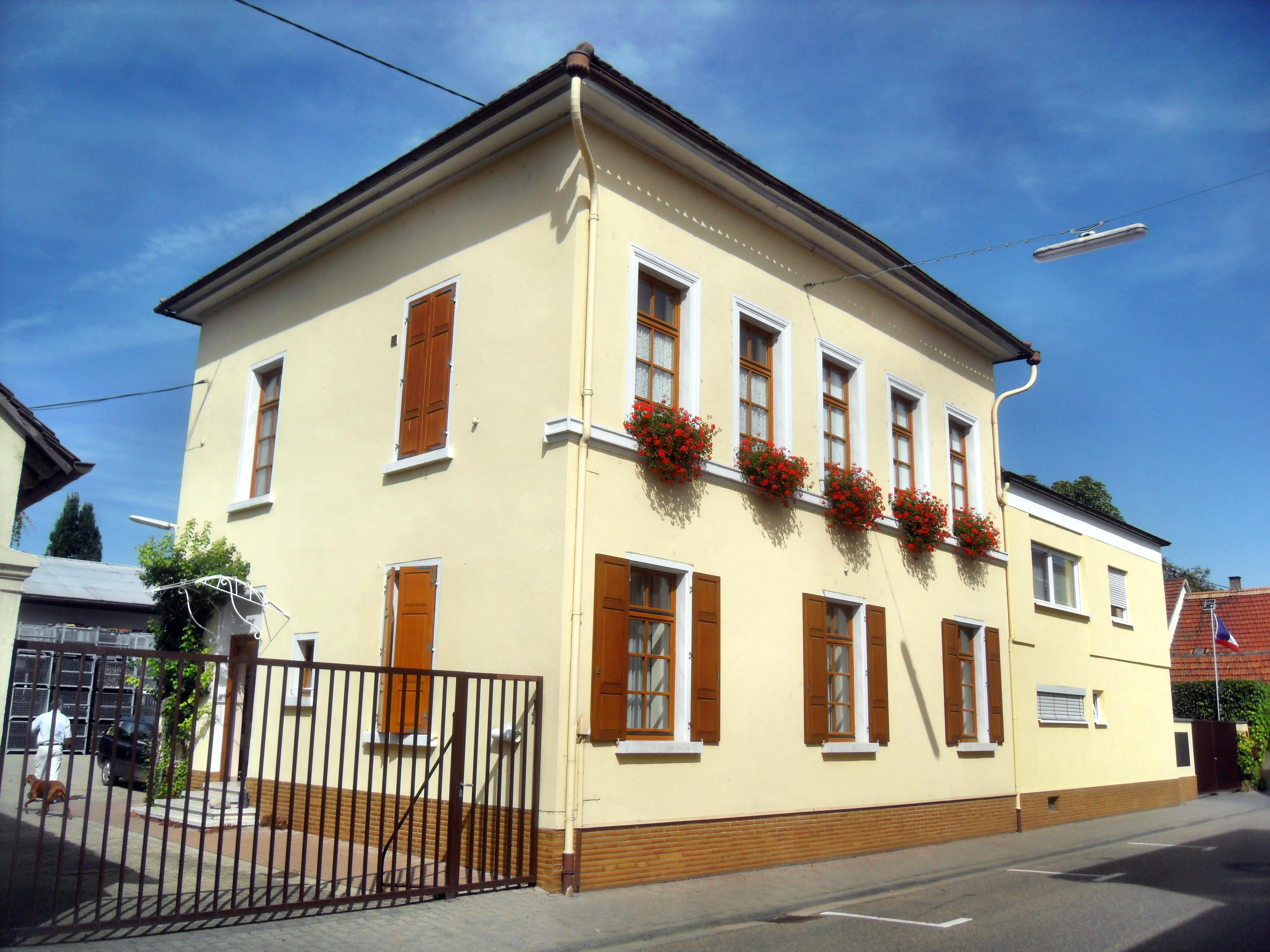
Das Hauptgebäude des Weingutes Rappenhof

Bereits seit 1604 werden in dem Betrieb Reben angebaut und Weine gepflegt. Wie viele rheinhessische Betriebe war es ursprünglich ein Gemischtbetrieb. Das Weingut ist Mitglied im Verband Deutscher Prädikatsweingüter (VDP). Klaus Muth, der heutige Eigentümer des Rappenhofs ist Stellvertreter des Regionalvorsitzenden der Prädikatsweingüter Rheinhessens Philipp Wittman.
Sein Vater, Reinhard Muth (1931–2015), war sieben Jahre Präsident des rheinhessischen Weinbauverbandes und 17 Jahre Präsident des deutschen Weinbauverbandes. Zuletzt war er der erste Vizepräsident der Assemblée des Régions Européenes Viticoles (AREV), der berufsständischen Vertretung der Versammlung der Weinbauregionen Europas.

## Lagen
Bewirtschaftet werden Rebflächen im Bereich Nierstein des Rheinbruchs, zum Teil in Steillagenweinbau:
- Alsheim: Fischerpfad, Frühmesse, Goldberg, Römerberg und Sonnenberg
- Guntersblum: Kreuzkapelle, Steinberg, Himmelthal, Bornpfad und Eiserne Hand
- Ludwigshöhe: Teufelskopf
- Dienheim: Siliusbrunnen, Kreuz und Tafelstein
- Oppenheim: Sackträger und Herrenberg
- Nierstein: Pettenthal und Ölberg

Auf rund 52 Hektar Rebfläche werden überwiegend (75 %) Rebsorten zur Weißweinerzeugung angebaut. Mit einem Anteil von 40 % der Gesamtrebfläche ist der Riesling die dominante Rebsorte. Der Anteil der Burgundersorten einschließlich Chardonnay stieg innerhalb der letzten 25 Jahre von 14 % auf 40 %. Die verbleibenden 20 % verteilen sich auf Silvaner, Müller-Thurgau, Gewürztraminer und kleinere Anteile anderer Rebsorten. Als Besonderheit wird ein Blauer Portugieser aus über 70 Jahre altem Rebbestand ausgebaut.

## Vinifikation
Der jährliche Debütwein nach Vorbild des „Beaujolais nouveau“ wird auf der Maische vergoren und kurz nach der Ernte auf die Flasche gefüllt. Die Weißweine werden kaltvergoren um die fruchtigen Geschmacks- und Geruchskomponenten weitestgehend zu erhalten. Um weitere Geschmackskomponenten zu ergänzen und um das Aromaspektrum abzurunden, wird für den Ausbau eines Teils der Ernte das Barrique eingesetzt. Mit seinem im Barrique ausgebauten Chardonnay war der Rappenhof Vorreiter für den Ausbau von Weißweinen im kleinen Eichenfass. Eigener Winzersekt wird mittels traditioneller Flaschengärung hergestellt. Das Weingut produziert rund 300.000 Flaschen Wein im Jahr.

## Mitgliedschaften, Vereinigungen und Auszeichnungen
Das Weingut ist Mitglied im VDP und gehört zur Winzervereinigung Deutsches Barrique-Forum, bis 2005 als einziges rheinhessisches Weingut. In den letzten Jahren erhielt das Gut folgende Ehrungen und Auszeichnungen (kein Anspruch auf Vollständigkeit):
- Empfehlung des Internationalen Weinmagazins „Wein-Gourmet“ für 2008
- Die Zeitschrift „Wein-Gourmet“ (Ausgabe 26/2002) listet den Rappenhof in der Rubrik: „Die besten Weingüter in Deutschland“
- Harper’s Magazine ermittelte in einer Blindverkostung die höchste Punktzahl für einen Wein des Alsheimer Weinguts aus dem Niersteiner Pettenthal
- Die Zeitschrift „Alles Über Wein“ zählt den Rappenhof sogar zu seiner Auswahl der „Besten Weingüter der Welt“